# J. H. Ryley
John Handford Ryley, (sobre 1841 – 28 de julio de 1922) fue un cantante y actor inglés, conocido principalmente por sus interpretaciones en papeles de barítono cómico en las óperas de estilo Savoy con la D'Oyly Carte Opera Company, particularmente en Estados Unidos. Su segunda esposa fue la intérprete de dicha compañía, la actriz y dramaturgo Madeleine Lucette Ryley.

## Biografía
Ryley actuó con el papel de Fernando en Cattarina, una ópera cómica de Robert Reece y Frederic Clay, en el Teatro Charing Cross de Londres en 1875, y en el de Capitán Flint en The Sultan of Mocha, de Alfred Cellier, representada en Mánchester en 1876. Así mismo, fue el original Zapeter en Princess Toto, de W. S. Gilbert y Clay, y Amen Squeak en la pieza de Cellier Nell Gwynne, también representada en Mánchester a finales de 1876. 
Ryley se unió a la Comedy-Opera Company Ltd. de Richard D'Oyly Carte en 1878, actuando como John Wellington Wells en la primera producción de The Sorcerer, y como el Learned Judge en Trial by Jury. En septiembre de 1878 la compañía dio la primera gira con H.M.S. Pinafore, con Ryley en el papel de Sir Joseph Porter. En octubre la compañía añadió Congenial Souls, una farsa en un acto escrita por Riley con música de Jacques Offenbach, al programa. Ésta parece ser la única pieza escrita por Riley. En 1879 Ryley fue elegido para interpretar a Sir Joseph en la primera producción americana de Pinafore en Nueva York, en el Teatro Fifth Avenue. El 31 de diciembre de ese año, en el mismo teatro, creó el papel de Major General Stanley para la obra The Pirates of Penzance, continuando con el personaje en una gira por el país hasta junio de 1880. 
Ryley actuó en papeles principales en todas las producciones neoyorquinas de D'Oyly Carte Opera Company hasta 1883. Fue el Capitán Felix Flapper en Billee Taylor (1881), Reginald Bunthorne en Patience (1881-82), Blood Red Bill en Claude Duval (1882), de Edward Solomon, Felipe de Aragón y Don José de Mantilla en Les Manteaux Noirs (1882), Peter van Dunk en Rip Van Winkle (1882, con Selina Dolaro), y el Lord Canciller en Iolanthe y Mr. Cox en Cox and Box (1882-83). Siguió trabajando en producciones de Gilbert and Sullivan en Estados Unidos tras dejar la compañía. En 1884 fue el Rey Gama en la primera representación en Nueva York de Princess Ida, en el Teatro Fifth Avenue. En 1885 interpretó a Ko-Ko en The Mikado, en el Teatro Standard neoyorquino, y posteriormente en Chicago. 
En 1887 Ryley trabajó en Gasparone, del compositor Karl Millöcker, en el Teatro Standard de Nueva York, junto a Lillian Russell y Eugene Oudin. También actuó con Russell en una gira que incluía Iolanthe (como Lord Chancellor, 1887), y fue Jack Point en The Yeomen of the Guard en Boston, Massachusetts, en febrero de 1889. Ryley siguió actuando en Nueva York y viajando por los Estados Unidos durante la década de 1890. 
Finalmente volvió a Inglaterra, trabajando en varias ocasiones en Londres entre 1900 y 1913. Entre sus papeles londinenses figuran Kit Barniger en Mice and Men (1902 en el Teatro Lyric) y Josh Harmony en Mrs. Grundy (Teatro Scala, 1905), ambas obras de su segunda esposa Madeleine Lucette (1868 - 1934).

## Cine
Ryley actuó para el cine al final de su carrera, interpretando al Sepulturero en una versión muda rodada en 1913 de Hamlet, junto a Johnston Forbes-Robertson. Su otra película fue el título de 1916, Who Killed Simon Baird?.